# Giovanni Battista Sicheri
Giovanni Battista Sicheri, noto come il poeta Cangio (Stenico, 27 marzo 1825 – La Maddalena, 23 novembre 1879), è stato un poeta e patriota italiano.

## Biografia
La sua famiglia aveva il soprannome di Cangi: per questo egli è conosciuto come il poeta Cangio.
Dopo un'adolescenza tranquilla nel paese natio, allora Contea di Tirolo, durante il periodo di noviziato francescano a Trento, il giovane fu preso dal turbine risorgimentale di quegli anni, uscendo dal noviziato per iniziare le sue peregrinazioni fuori dal Tirolo Meridionale, prima a Milano e poi in Svizzera.
A circa 30 anni si sposò dopo aver conosciuto a Milano una giovane, milanese d'adozione, di buona famiglia: Giuseppina Stanovich, che morirà qualche anno prima di Giovanni Battista, dopo avergli dato sette figli: Angela, Domenico, Tebano, Cangina, Cesare Antonio Niceforo, Catilina Felice e Francesca Fiordalina.
Da casa Cangi, sullo spiazzo della Fiera di Stenico (attuale ex American Hotel), la famiglia venne sfrattata nel 1860, in una vicenda narrata nella sua opera I Tribunali Giudicariesi.
Dall'antichità il borgo di Stenico è stato sede del castello, del Capitanato vescovile delle Giudicarie nonché importante nodo amministrativo e commerciale, erede di una lunga e illustre vicenda culturale e sociale, come dimostrano le numerose residenze nobiliari o borghesi. In questo centro era molto presente e forte un ceto di borghesia impiegatizia o professionale di sentimenti liberali, apertamente simpatizzante per il movimento risorgimentale e irredentistico.
La presenza poi di un importante cospiratore risorgimentale quale Gioacchino Prati (quivi nato nel 1790), uno dei principali patrioti trentini pre-quarantotteschi, animatore tra i primi della Massoneria trentina e lombardo-veneta, non poté che influenzare il giovane Giovanni Battista.
Letterato, filologo, soprattutto poeta, dotato di spiccata personalità politica, il Sicheri compì un ciclo di studi non proprio regolare: ma questo rientrava nel suo carattere e nelle vicende esposte nella sua biografia. A un certo punto seguì la sua vocazione entrando nell'ordine dei Minori francescani a Trento con il nome di frate Leone: ma prima di divenire frate uscì dal convento di Rovereto completando gli studi superiori al Ginnasio liceale di Trento. Degli studi universitari umanistici e filologici compiuti a Milano, ben poco è dato sapere se non la loro ultimazione: a Milano fu coinvolto in diverse occasioni insurrezionali e patriottiche, entrando nella Massoneria. La repressione dei patrioti da parte del governo austriaco, lo spinsero a trasferirsi in Svizzera, sotto falso nome (Eugenio Sicheri), prima a Bellinzona e poi a Locarno, ove si dedicò all'insegnamento come professore di latino e greco.
Durante una peregrinazione in Francia, nelle Argonne per combattere un'ultima volta al fianco dell'eroe dei due mondi Giuseppe Garibaldi, Giovanni Battista Sicheri si avvicinò alle profezie di Nostradamus, ma prima di morire ordinò di bruciare il libro di profezie scritto in quel periodo, portando nella tomba ogni segreto e lasciando detto: «I miei libri non li intenderanno che cento anni dopo la mia morte!» ma confermando per tal via le sue capacità di medium che molti contemporanei gli attribuirono.
In questa prospettiva è attestata l'esistenza a Stenico di una setta segreta, di stampo appunto massonico, fondata da Giovanni Battista Sicheri durante la sua permanenza in zona: la «scola negra».
Il giovane Sicheri seguì idealmente il passaggio dei Corpi Franchi del Quarantotto (prima guerra di indipendenza italiana), accanto al fratello più anziano Francesco, sicuramente attratto dall'ideale nazionale. Più direttamente Giovanni Battista venne coinvolto nella cospirazione mazziniana del 1863-64, che lo vide alla sbarra per "illecito arruolamento", costringendolo alla fuga in Lombardia insieme al fratello Francesco ed a Valeriano Vianini, allora gestore delle Terme di Comano.
Il coinvolgimento diretto, invece, si attuò durante l'invasione del Trentino (Garibaldi - 1866) nel corso della terza guerra di indipendenza italiana, allorquando Giovanni Battista, emigrato a Milano, fu presente con il grado di capitano del Corpo Volontari Italiani ai fatti d'arme dell'assedio del Forte d'Ampola ed alla battaglia di Bezzecca, oltre che alla spedizione nel distretto di Stenico. In questa occasione, dopo il famoso «Obbedisco», ricevette direttamente da Garibaldi, l'ordine di fomentare un'insurrezione nei suoi paesi, o quantomeno di inscenare un tentativo di rivoluzione che giustificasse la continuazione della campagna. Giovanni Battista e il fratello accompagnarono a Bleggio alcune compagnie di garibaldini travestiti da contadini del posto o in abito civile per confondersi con la popolazione e assaltare la postazione austriaca. Valutata però la situazione sfavorevole e l'inferiorità numerica dovettero abbandonare il proposito.
Il Poeta Cangio, fuggito dopo la ritirata garibaldina della terza guerra d'indipendenza e ritornato a Stenico, con esemplare spirito irredentistico, accolse l'idea garibaldina della costruzione in Val d'Algone di un forte pensato dallo stesso Generale nella lontana isola di Caprera quale avamposto nella conquista garibaldina del Trentino negli anni Settanta. Qui abitò da vero Robinson Crusoè, assieme alla moglie e ai cinque figli, per sei lunghi anni, dal 1870 al 1876, occupando una posizione strategica, in attesa dell'arrivo di Garibaldi. Il 1876 segnò però nell'ambito dell'irredentismo una tappa cruciale, la fine delle speranze dei patrioti e un decisivo giro di vite verso la "normalizzazione delle terre trentine".
Vista l'estrema sconfitta dell'idea repubblicana e garibaldina, con la polizia alle calcagna, fuggì precipitosamente mettendo in salvo la propria famiglia e riparando nell'isola della Maddalena, raggiungendo Garibaldi. Purtroppo, di lì a poco morì la moglie Giuseppina.
Morta, poco dopo l'arrivo a La Maddalena, la moglie Giuseppina, Giovanni Battista Sicheri visse gli ultimi anni della sua esistenza nella comunità garibaldina, insieme all'"agricoltore" Garibaldi, coltivando campi e alberi da frutto ed insegnando.
La morte lo colse il 23 novembre 1879 a soli 54 anni, lasciando i cinque figli (Angela e Francesca Fiordalina morirono rispettivamente nel 1863 e nel 1875) alcuni dei quali ancora in tenera età. A causa dello smantellamento del cimitero vecchio, dove era sepolto, attualmente di lui non rimangono né la lapide, né il luogo, né i resti.
La sua memoria politica e culturale è custodita dal Circolo Culturale G.B. Sicheri di Stenico sorto negli scorsi anni ottanta allo scopo di diffondere la conoscenza delle gesta patriottiche e delle opere letterarie dell'illustre concittadino.

## Opere

### Commedie
- L'usurajo

Denuncia contro l'usura, modo con cui un ricco riesce a togliere il patrimonio agli altri dopo aver prestato denaro a interesse. È la storia di una famiglia del Bleggio, costretta a subire l'usura da parte di possidente del luogo, finché il giovane Alessi non si ribella e riesce far condannare l'usuraio dal Tribunale di Stenico. Nella figura del giovane rivoluzionario Alessi si può intravedere la stessa figura di Giovanni Battista, fieramente avverso a ogni forma di ingiustizia e fiducioso nel trionfo dell'innocenza.
- Tribunali giudicariesi

È la storia della sua stessa famiglia di Stenico, costretta a lasciare la sua casa sullo Spiazzo del paese per un prestito contratto con un maggiorente di Stenico, il cui saldo è disconosciuto dal Tribunale di Stenico in combutta con il creditore. La tragedia si compie sull'altare del dio profitto e in spregio ad ogni più elementare norma di corretto vivere civile, rispettoso dei diritti altrui, in quanto l'ingiustizia la fa da padrona assoluta.
- La garibaldina

Commedia brillante in tre atti, viene pubblicata come le altre due nel 1860 a Locarno. Il tema è interamente legato all'impresa dei Mille di Garibaldi: la famiglia Alari di Reggio Calabria viene coinvolta nella spedizione siciliana per via del figlio Pietro, volontario nella spedizione. Ma anche la moglie Teresa dopo alcune titubanze è della partita, e si eclissa dalla sua città per partecipare all'impresa come crocerossina, mentre l'amico di famiglia Stefano si vendica del commissario Stricca (nomen omen), colpevole tra l'altro di tentato ricatto sessuale verso Teresa, uccidendolo durante le giornate dell'insurrezione reggina pro Garibaldi e i Savoia. La commedia segue passo passo l'avanzata di Garibaldi in Sicilia, da Calatafimi a Palermo, Milazzo e Messina, finché i volontari ritornano a casa. Anche Teresa riappare sulla scena di casa Alari travestita da garibaldina, con la notizia della sconfitta borbonica e l'annuncio della liberazione completa del regno delle Due Sicilie: e il ritorno sulla scena finale di Pietro, creduto morto durante la spedizione dei Mille, conclude trionfalmente la commedia.

### Poemi
- La caccia sull'alpe

(Tre edizioni:  La caccia sull'Alpe del contadino del Menzo. Canti sei, I, Zurich, 1853. La caccia sull'Alpe. Rime, II, Locarno, Tipografia Cantonale, 1860. Il cacciatore dell'Alpi, III, Milano, Tipografia Internazionale, 1864.)
Oscillante tra l'epico e l'idilliaco, l'opera narra le vicende di caccia del giovane Tebano e dei suoi compagni sulle alte montagne delle Alpi, in realtà il Gruppo del Brenta. Nelle tre edizioni il titolo presenta leggere modifiche.
La caccia è probabilmente ambientata nella Val d'Algone (Gruppo Brenta), «valle interessantissima e diversissima del Brenta»: le foreste nascondono le fiere, nella valle si scorgono i tumuli degli antichi abitanti, sulle falde corrono i camosci, l'orso si nasconde tra i valloni, i pastori seguono le loro greggi, i cacciatori inseguono le loro prede, orchi e streghe popolano la valle.
I giorno: la speranza mattutina di una buona giornata di caccia. Martino sbaglia bersaglio, la battuta si conclude con un nulla di fatto.
II giorno: battuta fortunata di caccia ai camosci.
III giorno: gli abitanti fanno un ricco banchetto con dei capretti e un montone. Hanno luogo i giochi pastorali con tiro a segno, prova del braccio di ferro, salita al dosso del Botro.
IV giorno: nuova battuta di caccia al Castello dei Camosci.
V giorno: una furiosa tempesta costringe il giovane Tebano a nascondersi in una caverna, dove conosce l'eremita di Algone.
VI giorno: occupato dalla caccia all'orso, merito della cacciatrice Brunetta che abbatte l'orsa e i due orsacchiotti dopo una furiosa lotta.
VII giorno: dedicato alla preghiera: l'Italia selvaggia occupata da sette mandrie di animali guidati da bestie feroci e da un drago a sette teste; finalmente dal fango escono gli uomini che allontanano le belve mentre gli animali domestici si trasformano in uomini e donne e l'Italia diviene un paese civile.
- Igiene

Poemetto «scherzevole» come dice il sottotitolo, è edito a Bellinzona nel 1858 durante il soggiorno svizzero, per i tipi dell'editrice Colombi. Poemetto di un certo respiro, suddiviso in sette canti con strofe composte da ottave in endecasillabi, con rima alternata di stampo ariostesco con stile molto curato. La dedica è volutamente autoironica, «AI SONNOLENTI questa Bajucola nell'intendimento di addormentarli colla noja della medesima». La dissacrante ironia per le cose troppo serie si esercita in un poema di un certo respiro, addirittura impegnativo incentrato sulle secolari battaglie tra Igiene, la salute, e Nosema, la malattia. Intorno al filo conduttore si vengono ad annodare varie leggende, quella dell'orso di San Romedio, la mitica ipotesi dell'origine delle fonti termali alpine, la mitica città della salute, che altri non sarebbe che il Kurort dell'Alto Garda.

### Altre opere
- Lorenziade
- Trasformazioni
- El filò de barba Tito (opera andata perduta in dialetto trentino)
- Ultimi momenti di Francesco Degiorgi, carme elegiaco (opera pubblicata anonima a Locarno, 1855, attribuita a Giovanni Battista Sicheri)